# Епархия Родеза
Епархия Родеза (лат. Dioecesis Ruthenensis, фр. Diocèse de Rodez et Vabres) — епархия в составе архиепархии-митрополии Тулузы Римско-католической церкви во Франции. В настоящее время епархией управляет епископ Франсуа Фонлюп. Почётный епископ — Бейно Жюст Гирар.
Клир епархии включает 196 священников (183 епархиальных и 13 монашествующих священников), 11 диаконов, 41 монаха, 766 монахинь.
Адрес епархии: B.P. 821, 1 rue Frayssinous, 12008 Rodez CEDEX, France.

## Территория
В юрисдикцию епархии входит 36 приходов в департаменте Аверон во Франции.
Кафедра епископа находится в городе Родез в соборе Нотр-Дам-де-Родез. В аббатстве в Вабре находится бывший собор Святейшего Спасителя и Святого Петра.

## История
Кафедра Родеза основана в V веке и вначале являлась епископоством-суффраганством архиепархии Буржа.
В XI веке на территории епархии Родеза появились монастыри цистерцианцев, такие, как аббатства Сильбан, Больё, Ло-Дье, Бонваль и Бонкомб.
В средние века епископы Родеза имели полномочия светских правителей города. В XIII и XIV веках в Родезе был построен новый собор в готическом стиле.
13 августа 1317 года буллой "Salvator noster" Папы Иоанна XXII часть территории епархии Родеза отошла к новой епархии Вабра.
В 1534 году в городке Мило (ныне — Мийо) в епархии Родеза распространился кальвинизм. Позднее этот город стал одним из оплотов гугенотов. Только в 1629 году он перешёл в руки католиков.
3 октября 1678 года епархия Родеза вошла в состав митрополии Альби.
Во время Великой Французской революции 1789 года собор был закрыт для отправления культа и посвящён одному из видных деятелей революции, Жану Полю Марату. Только этот факт спас здание храма от разрушения. Позднее собор был возвращён Церкви.
После конкордата 1801 года буллой «Qui Christi Domini» Папы Пия VII от 29 ноября 1801 года епархия Родеза была упразднена, а её территория разделена между епархиями Каора и Сен-Флу.
Конкордат 1817 года предусматривал восстановление епархии Родеза, и на кафедру был назначен епископ Шарль-Андре-Туссен-Бруно де Рамон-Лаланд, который, однако, не смог приступить к исполнению обязанностей, так, как конкордат не был ратифицирован Парламентом Франции.
Только 6 октября 1822 года епархия Родеза была восстановлена буллой «Paternae charitatis» того же Папы Пия VII на той части её территории, некогда отошедшей к епархии Каора. Другая часть бывшей территории епархии Родеза отошла в епархии Монтобана.
27 мая 1875 года епископы Родеза получили право титуловаться и епископами Вабра, упразднённой епархии, чья территория вошла в состав епископства Родеза.
8 декабря 2002 года епархия Родеза вошла в состав церковной провинции архиепархии Тулузы.

## Ординарии епархии
| - святой Аманций (487); - святой Квинциан (506—515) — назначен епископом Клермона; - святой Далматий (515—580/581); - Феодосий (583/584); - Иннокентий (584—590) — антиепископ; - Деодат I (599); - Вер (614—626); - Аредий (785); - Дадон (800); - Фаральд (упоминается в 838); - Бего (IX век); - Рамнолен (848—862); - Елизахар (упоминается в 862); - Аймар I (865—876); - Фротард (упоминается в 887); - Адальгар (упоминается в 888); - Гаусберт (909); - Деусдедит I (918); - Деусдедит II (упоминается в 922); - Георгий (упоминается в 933); - Аймар II (упоминается в 935); - Манганфред I (937—942); - Стефан (упоминается в 966); - Деусдедит III (упоминается в 975); - Манганфред II (упоминается в 986); - Арно (упоминается в 1028); - Жеро (упоминается в 1037); - Пьер Беранже де Нарбонн (1046—1062); - Понс д’Этьен (1076—1090) - Раймон Фротар (упоминается в 1095) - Адемар (1099—1144); - Гильом (1144—1145); - Пьер II (1146—1161/1162); - Юг де Родез (1162—1211); - Пьер-Анри де Ла Трей (01.07.1211 — 1234); - Неизвестный по имени (1234—1245); - Неизвестный по имени (1245); - Брангье Сантоль (12.12.1246 — 1247) — избранный епископ; - Везьян де Буайе (15.03.1247 — 1274) — францисканец; - Раймон де Кальмон д’Оль (23.10.1274 — 1298); - Бернар де Монастье (1298 — 11.11.1299); - Гастон де Корне (13.04.1300 — 02.03.1301); - Пьер Плен-Шассань (1302 — 06.02.1319) — францисканец; - Пьер де Кастельно-Бретену (04.03.1319 — 1336); - Бернард д'Альби (31.01.1336 — 18.12.1338); | - Жильбер де Кантобр (27.01.1339 — 12.03.1348) — бенедиктинец; - Андре (упоминается в 1348); - Раймон д’Эгрефёй (17.06.1349 — 1361) — бенедиктинец; - Феди д’Эгрефёй (02.08.1361 — 18.07.1371) — назначен епископом Авиньона; - Жан де Кардайяк (18.07.1371 — 1378) — апостольский администратор; - Бертран де Раффен (24.01.1379 — 1385); - Анри де Севери (18.05.1385 — 1396); - Гильом де Ла Тур (д’Ортолан) (25.05.1397 — 1416); - Витали де Молеон (31.12.1417 — 29.11.1428) — назначен латинским патриархом Александрии; - Гильом де Ла Тур д’Ольерг (16.03.1429 — 1457); - Бертран де Шалансон (22.04.1457 — 1494); - Бертран де Полиньяк (02.06.1494 — 02.11.1501); - Шарль де Турнон (26.11.1501 — 1504); - блаженный Франсуа д’Эстен (21.10.1504 — 01.11.1529); - Жорж д’Арманьяк (19.01.1530 — 27.06.1561); - Жак де Корнейян (27.06.1561 — 1580); - Франсуа де Корнейян (12.10.1580 — 14.09.1614); - Бернарден де Корнейян (14.09.1614 — 1645); - Франсуа де Корнейян-Монденар (упоминается в 1645); - Шарль де Ноай (08.04.1647 — 27.03.1648); - Ардуэн де Перефикс де Бомон (01.02.1649 — 24.03.1664) — назначен архиепископом Парижа; - Луи Абелли (09.06.1664 — 1666); - Габриель Вуайе де Польми (07.02.1667 — 11.10.1682); - Поль-Луи-Филипп де Лезе де Лузиньян (12.10.1693 — 24.02.1716); - Жан-Арман де Ла Вольв де Турувр (08.06.1718 — 18.09.1733); - Жан д’Из де Салеон (11.04.1736 — 26.11.1746) — назначен архиепископом Вьенна; - Шарль Гримальди д’Антиб (19.12.1746 — 10.03.1770); - Жером-Мари Шампьон де Сисе (06.08.1770 — 30.03.1781) — назначен архиепископом Бордо; - Шарль Кольбер де Сеньеле де Каслхилл (02.04.1781 — 29.11.1801); - Клод Дебертье (1791—1801) — антиепископ; - Кафедра упразднена (1801—1817); - Шарль-Андре-Туссен-Брюно де Рамон-Лаланд (01.10.1817 — 09.01.1830) — назначен архиепископом Санса; - Пьер Жиро (09.01.1830 — 02.12.1841) — назначен архиепископом Камбре; - Жан-Франсуа Круазье (22.02.1842 — 02.04.1855); - Луи-Огюст Делаль (30.08.1855 — 06.06.1871); - Жозеф-Кристьян-Эрнест Бурре (19.07.1871 — 10.07.1896); - Жан-Огюстен Жермен (14.04.1897 — 07.12.1899) — назначен архиепископом Тулузы; - Луи-Эжен Франквиль (07.12.1899 — 09.12.1905); - Шарль дю Пон де Лигонне (21.02.1906 — 05.02.1925); - Шарль Шальоль (15.05.1925 — 11.03.1948); - Марсель-Мари-Анри-Поль Дюбуа (08.07.1948 — 10.06.1954) — назначен архиепископом Безансона; - Жан-Эрнест Менар (23.01.1955 — 28.06.1973); - Роже-Жозеф Бурра (30.05.1974 — 01.06.1991); - Беллино Жуст Гирар (01.06.1991 — 02.04.2011); - Франсуа Фонлю (с 2 апреля 2011 года — по настоящее время). |  |

## Статистика
На конец 2010 года из 273 377 человек, проживающих на территории епархии, католиками являлись 260 000 человек, что соответствует 95,1 % от общего числа населения епархии.
| год  | население | население | население | священники | священники        | священники         | священники                           | постоянные диаконы | монахи  | монахи  | приходы |
| год  | католики  | всего     | %         | всего      | белое духовенство | черное духовенство | число католиков на одного священника | постоянные диаконы | мужчины | женщины | приходы |
| ---- | --------- | --------- | --------- | ---------- | ----------------- | ------------------ | ------------------------------------ | ------------------ | ------- | ------- | ------- |
| 1950 | 285 000   | 300 000   | 95,0      | 943        | 908               | 35                 | 302                                  |                    | 50      | 2 980   | 650     |
| 1969 | 279 793   | 281 568   | 99,4      | 751        | 715               | 36                 | 372                                  |                    | 167     | 2 340   | 357     |
| 1980 | 279 000   | 283 000   | 98,6      | 615        | 588               | 27                 | 453                                  |                    | 112     | 1 810   | 638     |
| 1990 | 282 000   | 290 000   | 97,2      | 453        | 437               | 16                 | 622                                  | 4                  | 77      | 1 340   | 539     |
| 1999 | 262 000   | 270 141   | 97,0      | 327        | 307               | 20                 | 801                                  | 5                  | 58      | 1 078   | 475     |
| 2000 | 258 233   | 263 808   | 97,9      | 308        | 289               | 19                 | 838                                  | 5                  | 50      | 1 014   | 475     |
| 2001 | 256 974   | 263 924   | 97,4      | 292        | 277               | 15                 | 880                                  | 6                  | 45      | 1 021   | 475     |
| 2002 | 256 900   | 263 924   | 97,3      | 279        | 265               | 14                 | 920                                  | 6                  | 45      | 1 113   | 36      |
| 2003 | 255 700   | 263 924   | 96,9      | 275        | 261               | 14                 | 929                                  | 8                  | 35      | 998     | 36      |
| 2004 | 255 400   | 263 924   | 96,8      | 263        | 250               | 13                 | 971                                  | 10                 | 40      | 922     | 36      |
| 2010 | 260 000   | 273 377   | 95,1      | 196        | 183               | 13                 | 1.326                                | 11                 | 41      | 766     | 36      |